# Horst Mensching
Horst G. Mensching (* 5. Juni 1921 in Möllbergen; † 19. Februar 2008 in Hamburg) war ein deutscher Geograph und Geomorphologe und Hochschullehrer an der Universität Hamburg.

## Leben
Mensching war der Sohn eines Lehrers und studierte nach dem Wehrdienst als Pilot im Zweiten Weltkrieg in Göttingen Geographie (sowie Geologie und Chemie) und wurde dort 1949 bei Julius Büdel promoviert mit der Dissertation Schotterfluren und Talauen im Niedersächsischen Bergland. Danach war er Assistent von Büdel in Göttingen und folgte ihm 1952 nach Würzburg, wo er sich im selben Jahr habilitierte mit der Arbeit Morphologische Studien zum Hohen Atlas in Marokko. Sie beruhte auf intensiven Feldforschungen in Marokko, wo er vor allem die Quartärgeologie des Hohen Atlas erforschte (Vergletscherung im Pleistozän, Flüsse, Klimageschichte). 1958 wurde er außerordentlicher Professor in Würzburg und 1962 ordentlicher Professor für Geographie an der Technischen Hochschule in Hannover und ab 1974 ordentlicher Professor in Hamburg. 1976 bis 1978 war er Direktor des Instituts für Geographie und Wirtschaftsgeographie. 1985 wurde er emeritiert.
Er befasste sich vor allem mit Afrika, zum Beispiel der Wüstenbildung in der Sahelzone.
Von 1970 bis 1975 war Mensching ordentliches, danach nurmehr korrespondierendes Mitglied der Braunschweigischen Wissenschaftlichen Gesellschaft. 1974 wurde er Mitglied der Leopoldina und der Akademie der Wissenschaften zu Göttingen, 1979 korrespondierendes Mitglied der Österreichischen Akademie der Wissenschaften und 1986 Ehrenmitglied der Ungarischen Akademie der Wissenschaften. 1995 wurde er Ehrendoktor in Würzburg. Außerdem war er Träger der Franz-von-Hauer-Medaille der Österreichischen Geographischen Gesellschaft (1998) und der Eduard-Rüppell-Medaille der Frankfurter Geographischen Gesellschaft.

## Schriften
- Schotterfluren und Talauen im Niedersächsischen Bergland. Göttinger Geographische Abhandlungen 4, 1950
- mit Jürgen Hövermann, Fritz Fezer: Studien aus den Mittelgebirgen Harz, Schwarzwald, Werratal, Studien über die Periglazial-Erscheinungen in Mitteleuropa 1. Göttinger Geographische Abhandlungen 14, Geographisches Institut Universität Göttingen 1953
- Morphologische Studien im Hohen Atlas von Marokko – ein Beitrag zur Geomorphologie und zum Klimagang des Quartärs in Nordafrika. Würzburger Geographische Arbeiten 1953
- Das Quartär in den Gebirgen Marokkos – geomorphologische Untersuchungen zusammengestellt zu einem Profil vom Mittelmeer zur Sahara. Petermanns Geographische Mitteilungen, Gotha 1955
- Marokko – die Landschaften im Maghreb. Geographische Handbücher, Heidelberg 1957
- (mit dem bei ihm 1960 promovierten Horst-Günter Wagner): Geographische Landesaufnahme: Die naturräumlichen Einheiten auf Blatt 152 Würzburg. Bundesanstalt für Landeskunde, Bad Godesberg 1963. → Online-Karte (PDF; 5,3 MB)
- Herausgeber: Piedmont plains and sand-formations in arid and humid tropic and subtropic regions. Zeitschrift für Geomorphologie 1970
- Herausgeber: Die Landschaft an der Porta Westfalica, ein geographischer Exkursionsführer. 2 Bände, Jahrbuch der Geographischen Gesellschaft zu Hannover 1971
- Herausgeber: Beiträge zur Geomorphologie der Ariden Zone. Zeitschrift für Geomorphologie 1978 (Symposium des Deutschen Arbeitskreises für Geomorphologie)
- Tunesien – eine geographische Landeskunde. Wissenschaftliche Buchgesellschaft, 3. Auflage 1979
- Die Sahelzone – Naturpotential und Probleme seiner Nutzung. Aulis Verlag 1986
- mit Eugen Wirth: Fischer Länderkunde Nordafrika und Vorderasien. Fischer TB 1989
- Desertifikation – ein weltweites Problem der ökologischen Verwüstung in den Trockengebieten der Erde. Wissenschaftliche Buchgesellschaft 1990